# Five Guys Walk into a Bar...
Five Guys Walk into a Bar... é uma box set da banda The Faces lançado em 2004.

## Faixas

### Disco 1
1. "Flying" (R. Lane, R. Stewart and R. Wood)
2. "On The Beach" (R. Lane and R. Wood)
3. "Too Bad" (R. Stewart and R. Wood)
4. "If I'm On The Late Side" (R. Lane and R. Stewart)
5. "Debris" (R. Lane)
6. "Jealous Guy" (J. Lennon) [outtake do Ooh La La]
7. "Evil" (W. Dixon) [Rehearsal, 1969]
8. "As Long As You Tell Him" (R. Stewart and R. Wood) [B-side single, 1975]
9. "Maggie May" (M. Quittenton and R. Stewart) [Live/BBC, 1971]
10. "Cindy Incidentally" (Alternate Mix) (I. McLagan, R. Stewart and R. Wood)[outtake do Ooh La La  ]
11. "Maybe I'm Amazed" (P. McCartney) [Live/BBC, 1971]
12. "Insurance" (R. Lane and R. Wood) [outtake do Ooh La La]
13. "I Came Looking For You" (R. Lane) [Rehearsal, 1971]
14. "Last Orders Please" (R. Lane)
15. "Wyndlesham Bay" (Jodie) (I. McLagan, R. Stewart and R. Wood) [outtake do Ooh La La]
16. "I Can Feel The Fire" (R. Wood) [Live, 1975]
17. "Tonight's Number" (R. Lane and R. Wood) [from Mahoney's Last Stand, 1976]
18. "Come See Me Baby(The Cheater)" (I. McLagan, R. Stewart and R. Wood) [outtake do Ooh La La]

### Disco 2
1. "Pool Hall Richard" (R. Stewart and R. Wood) [A-side single, 1973]
2. "You're My Girl" (I Don't Want To Discuss It) (B. Beatty, D. Cooper and E. Shelby) [Live/BBC, 1973]
3. "Glad And Sorry" (R. Lane)
4. "Shake, Shudder, Shiver" (R. Lane and R. Wood) [Rehearsal, 1969]
5. "Miss Judy's Farm" (R. Stewart and R. Wood) [Live/BBC, 1973]
6. "Richmond" (R. Lane)
7. "That's All You Need" (R. Stewart and R. Wood)
8. "Rear Wheel Skid" (K. Jones, R. Lane, I. McLagan and R. Wood) [B-side single, 1970]
9. "Maybe I'm Amazed" (P. McCartney) [A-side single, 1971]
10. "(If Loving You Is Wrong)I Don't Want To Be Right" (H. Banks, C. Hampton and R. Jackson) [outtake do Ooh La La]
11. "Take A Look At The Guy" (R. Wood) [Live, 1975]
12. "Flags And Banners" (R. Lane and R. Stewart)
13. "Bad 'N' Ruin" (I. McLagan and R. Stewart) [Live/BBC, 1971]
14. "Around The Plynth" (R. Stewart and R. Wood)
15. "Sweet Lady Mary" (R. Lane, R. Stewart and R. Wood)
16. "Had Me A Real Good Time" (R. Lane, R. Stewart and R. Wood)
17. "Cut Across Shorty" (M. Wilkin and W. Walker) [Live/BBC, 1971]

### Disco 3
1. "You're So Rude" (R. Lane and I. McLagan)
2. "(I Know) I'm Losing You" (C. Grant, E. Holland and N. Whitfield) [Live/BBC, 1971]
3. "Love Lives Here" (R. Lane, R. Stewart and R. Wood)
4. "I'd Rather Go Blind" (B. Foster and E. Jordan) [Live, 1975]
5. "Hi-Heel Sneakers" (R. Higginbotham) / Everybody Needs Somebody To Love (B. Berns, S. Burke and J. Wexler)
6. "Gettin' Hungry" (M. Love and B. Wilson)
7. "Silicone Grown" (R. Stewart and R. Wood)
8. "Oh Lord I'm Browned Off" (K. Jones, R. Lane, I. McLagan and R. Wood) [B-side single, 1971]

ust Another Honky" (R. Lane)  
1. "Open To Ideas" (I. McLagan, R. Stewart and R. Wood)
2. "Skewiff(Mend The Fuse)" (K. Jones, R. Lane, I. McLagan and R. Wood) [B-side single, 1973]
3. "Too Bad" (R. Stewart and R. Wood) [Live, 1972]
4. "Rock Me" (I. McLagan)
5. "Angel" (J. Hendrix) [Live/BBC, 1973]
6. "Stay With Me" (R. Stewart and R. Wood) [Live/BBC, 1971]
7. "Ooh La La" (R. Lane and R. Wood)

### Disco 4
1. "The Stealer" (A. Fraser, P. Kossoff and P. Rodgers) [Live/BBC, 1973]
2. "Around The Plynth/Gasoline Alley" (R. Stewart and R. Wood) [Live/BBC, 1970]
3. "You Can Make Me Dance/Sing Or Anything" (K. Jones, I. McLagan, R. Stewart, R. Wood and T. Yamauchi) [A-side single, 1975]
4. "I Wish It Would Rain" (R. Penzabene, B. Strong and N. Whitfield) [Live B-side single, 1973]
5. "Miss Judy's Farm" (R. Stewart and R. Wood) [Live/BBC, 1971]
6. "Love In Vain" (R. Johnson) [Live/BBC, 1971]
7. "My Fault" (I. McLagan, R. Stewart and R. Wood) [Live/BBC, 1973]
8. "I Feel So Good" (W. Broonzy) [Rehearsal, 1969]
9. "Miss Judy's Farm" (R. Stewart and R. Wood)
10. "Three Button Hand Me Down" (I. McLagan and R. Stewart)
11. "Cindy Incidentally" (I. McLagan, R. Stewart and R. Wood)
12. "Borstal Boys" (I. McLagan, R. Stewart and R. Wood)
13. "Flying" (R. Lane, R. Stewart and R. Wood) [Live/BBC, 1970]
14. "Bad 'N' Ruin" (I. McLagan and R. Stewart)
15. "Dishevelment Blues" (K. Jones, R. Lane, I. McLagan, R. Stewart and R. Wood) [promotional flexi-disc, 1973]
16. "Stay With Me" (R. Stewart and R. Wood)

## Integrantes e participações
- Kenny Jones - Bateria/Percussão
- Ron Wood - Guitarra/Baixo/Tamborim/Vocal
- Ian McLagan - Órgão/Piano/Harmônico/Clarinete/Vocal Harmônico
- Rod Stewart - Vocal/Guitarra( em Flags And Banners)
- Ronnie Lane - Baixo/Harmônico/ Vocal
- Tetsu Yamauchi - Baixo